# 郷田實
郷田 實（ごうだ みのる、1918年9月26日 - 2000年3月21日）は、日本の政治家。元宮崎県東諸県郡綾町長。在任期間は6期24年（1966年～1990年）。

## 人物
宮崎県綾町出身。拓殖大学南方専門科卒業。兵役から復員後、綾町農協に就職。1954年に綾町助役、1966年から1990年まで綾町長を務めた。
自然を生かした町おこしの成果で全国的に知られる。長女の郷田美紀子は薬剤師、環境保護団体代表。
1996年、勲四等旭日小綬章を受章。2000年3月21日、心不全のため死去。
死後、ドキュメンタリー映画『未来からの町づくり先駆者 郷田實』が製作された。

## 著書
- 『結いの心―綾の町づくりはなぜ成功したか』　（ビジネス社、1998年）